# Matudaea trinervia
Matudaea trinervia là một loài thực vật thuộc họ Hamamelidaceae. Đây là loài đặc hữu của México.